# 스쯔터우

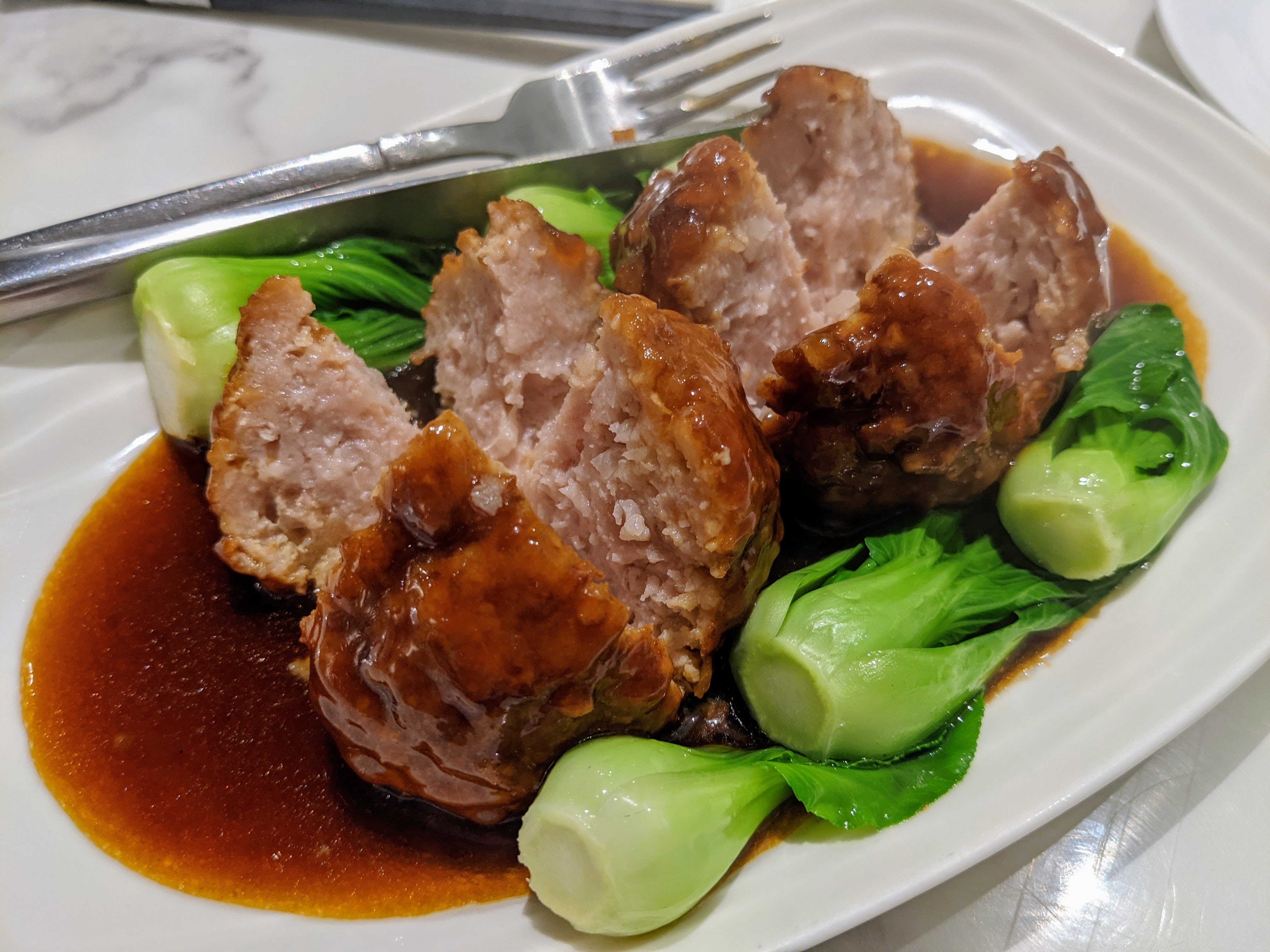
스쯔터우

스쯔터우(獅子頭, Shīzitóu)는 중국 화이양 요리로 채소를 곁들인 돼지고기 혹은 쇠고기 완자이다. 맹탕인 흰색과 간장을 사용한 붉은 색 두 가지가 있다. 흰색 스쯔터우는 대개 배추가, 붉은 색 스쯔터우는 양배추, 죽순, 두부 등을 곁들인다. 지방이 풍부한 다진 고기로 질감을 더 좋게 만들 수 있고 남방개도 같다. 스쯔터우라는 이름은 중국풍 사자상의 머리를 닮은 것에서 유래했다. 장쑤성에서 기원한 스쯔터우는 19세기와 20세기 초 이주자들에 의해 상하이 요리의 일부가 됐다.

## 같이 보기
- 껑우안
- 응아우윈
- 산죽응아우육
- 고기 완자
- 생선 완자